# کیوان‌بی فایننس‌بنک
کیوان‌بی فایننس‌بنک (انگلیسی: QNB Finansbank) شرکت خدمات مالی و بانکداری در ترکیه است، که در سال ۱۹۸۷ تأسیس شد و هم‌اکنون زیرمجموعه‌ای از بانک ملی قطر می‌باشد.